# Adolfo Arrieta
Adolfo Arrieta (o Adolpho Arrietta) (Madrid, 28 d'agost de 1942) és un director de cinema espanyol, considerat pioner del cinema independent tant a Espanya com en França, on va realitzar part important de la seva producció, pel caràcter artesanal d'aquesta i pel singular aire de llibertat que traspuen les seves pel·lícules.
El seu llenguatge és francament poètic, al marge de les convencions narratives, per la qual cosa se l'ha relacionat amb el cinema de Jean Cocteau.
Havent conreat prèviament la pintura, Arrieta va començar la seva obra cinematogràfica amb els curtmetratges rodats en Madrid El crimen de la pirindola (1965) i Imitación del ángel (1966), que van constituir una fita d'iniciació del cinema independent a Espanya.
En 1967 es va traslladar a París amb Javier Grandes, l'actor habitual de la majoria de les seves pel·lícules, on va tenir ocasió de viure els esdeveniments de maig de 1968.
En 1969 va conèixer a Jean Marais, actor protagonista de La Belle et la Bête (1946), Orphée (1949) i Le testament d’Orphée (1959) de Jean Cocteau, el qual a més havia estat amant.
Amb ell Arrieta va rodar el seu primer llargmetratge, Le jouet criminel (1969), que va ser associat al cinema de Cocteau pel seu caràcter poètic. Va seguir Le château de Pointilly (1972), que va rebre una crítica elogiosa de Marguerite Duras.
Amb Las intrigas de Sylvia Couski (1974) va guanyar el Gran Premi del Festival de Toló. La crítica la va acollir amb entusiasme, i va ser considerada la primera pel·lícula underground parisenca.
La van succeir Tam Tam (1976), una festa ininterrompuda en Nova York, París i Espanya; i Flammes (1978) amb Dionys Mascolo, la història d'una fantasia sexual de la infància que es converteix en una passió real en l'etapa adulta.
Posteriorment, va realitzar Grenouilles (1983), Delirios de amor (TV Movie, 1989), Merlín (1990) i Narciso (2004).
La seva última pel·lícula ha estat el migmetratge Vacanza permanente (2006), premiat en el Festival Internacional de Cinema de Lucca, que ha suposat per a Arrieta un renaixement creatiu. De fet, s'ha equiparat la fluida transparència amb què capta en ella el Madrid actual a la desinhibida claredat amb què va retratar el París de 1973 en Las intrigas de Sylvia Couski.
Fou estrenada a La Casa Encendida de Madrid el 27 de maig de 2007, en el marc del festival de polipoesía Yuxtaposiciones, i presentada al costat de l'autor per l'escriptor Leopoldo Alas.
Al març de 2008, la sala La Enana Marrón, també de Madrid, va dedicar un cicle a l'obra d'Arrieta en què es van projectar algunes de les seves pel·lícules més representatives.

## Filmografia
- El crimen de la pirindola (1965)
- Imitación del ángel (1966)
- Le jouet criminel (1969)
- Le château de Pointilly (1972)
- Las intrigas de Sylvia Couski (1974)
- Tam Tam (1976)
- Flammes (1978)
- Grenouilles (1983)
- Delirios de amor (1989)
- Merlín (1990)
- Narciso (2004)
- Vacanza permanente (2006)
- Dry martini (buñuelino cocktail) (2008)
- Belle Dormant (2016)